# Ole Vinding
Ole Vinding (født Winding 5. februar 1906 i København, død 31. august 1985 i Virum) var en dansk forfatter og journalist.
Ole Vinding blev især kendt i offentligheden med sin radioserie Et bymenneske i naturen som han i flere år lavede for Danmarks Radio.
Studerede kunst i Paris – herfra stammer en del bøger om fransk kunst.
Korrespondent for Politiken 1926-35; ved Ekstrabladet 1935-1945, derefter rejsende korrespondent og kronikør.
Ole Windings far, forfatteren Andreas Vinding ændrede i 1927 efternavnet til Vinding. Moderen, skuespillerinden Antoinette (Agis) Winding, bibeholdt "W"-et. Ole Winding er nok mest kendt under det oprindelige efternavn, selv om hans første udgivelse var med anvendelse af Winding-formen. 1955 gift med Karin Gamst Nielsen. Hans søn er radio- og tv-produceren Thomas Winding.

## Litterære værker
- 1928 Oversætter-debut: Jules Romain: Knock eller Medicinens triumf (dramatik, opført 23. november 1928 på Betty Nansen Teatret, trykt 1941)
- 1937 Debut i bogform: Spanien i nærbilleder (rejseberetning, under navnet Ole Winding)
- 1943 Foraaret i Fransk Kunst
- 1944 Dalilas saks (noveller)
- 1946 Grønland 1945
- 1947 Franske Streger
- 1963 Erindringer eller breve: Vejen til den halve verden
- 1966 Markant, kendt eller udbredt værk: Et bymenneske i naturen radioserie samt artikelserie i Berlingske Weekend Avis)
- 1968 Foran spejlet : Hørespil
- 1971 Danmark dejligst - eller værst?
- 1976 Morgenpassiarer
- 1980 Erindringer eller breve: Nat og dag
- 1981 Et bymenneske i naturen - dagbogsblade fra 70'ernes miljødebat
- 1985 Ærefrygt for livet

## Litterære priser
- 1946 Cavling-prisen
- 1966 Madame Hollatz' Legat
- 1984 Statens Kunstfond. Engangsydelse